# You Know I Know Tour
Il You Know I Know Tour è il quinto tour del cantautore inglese Olly Murs, a supporto del suo sesto album You Know I Know.

## Artista di apertura
- Rak-Su[1]

## Scaletta
Questa scaletta è del concerto all'AECC GE Oil & Gas Arena di Aberdeen in Scozia, del 1 ° maggio 2019.
1. Moves / Shape of You (cover)
2. Feel the Same
3. Kiss Me
4. Maria
5. You Don't Know Love – remix
6. You Know I Know / It Wasn't Me (cover)
7. Talking to Yourself
8. Superstition – cover
9. Thinking of Me
10. What Makes You Beautiful – cover
11. I Wan'na Be Like You (The Monkey Song) – cover
12. That Girl
13. Please Don't Let Me Go
14. Heart Skips a Beat / Freed From Desire (cover)
15. Dear Darlin'
16. Up
17. Troublemaker
18. Wrapped Up

Bis
1. Dance With Me Tonight

## Date[1]
| Data           | Città       | Stato       | Luogo                            |
| -------------- | ----------- | ----------- | -------------------------------- |
| 1º maggio 2019 | Aberdeen    | Regno Unito | BHGE Arena                       |
| 3 maggio 2019  | Glasgow     | Regno Unito | SSE Hydro                        |
| 4 maggio 2019  | Glasgow     | Regno Unito | SSE Hydro                        |
| 6 maggio 2019  | Nottingham  | Regno Unito | Motorpoint Arena                 |
| 7 maggio 2019  | Nottingham  | Regno Unito | Motorpoint Arena                 |
| 9 maggio 2019  | Bournemouth | Regno Unito | Bournemouth International Centre |
| 10 maggio 2019 | Birmingham  | Regno Unito | Resorts World Arena              |
| 11 maggio 2019 | Birmingham  | Regno Unito | Resorts World Arena              |
| 13 maggio 2019 | Dublino     | Irlanda     | 3Arena                           |
| 14 maggio 2019 | Belfast     | Regno Unito | SSE Arena                        |
| 17 maggio 2019 | Londra      | Regno Unito | The O2 Arena                     |
| 18 maggio 2019 | Londra      | Regno Unito | The O2 Arena                     |
| 20 maggio 2019 | Newcastle   | Regno Unito | Utilita Arena                    |
| 21 maggio 2019 | Hull        | Regno Unito | Bonus Arena                      |
| 23 maggio 2019 | Leeds       | Regno Unito | First Direct Arena               |
| 24 maggio 2019 | Sheffield   | Regno Unito | FlyDSA Arena                     |
| 27 maggio 2019 | Brighton    | Regno Unito | Brighton Centre                  |
| 28 maggio 2019 | Cardiff     | Regno Unito | Motorpoint Arena                 |
| 30 maggio 2019 | Liverpool   | Regno Unito | M&S Bank Arena                   |
| 31 maggio 2019 | Manchester  | Regno Unito | Manchester Arena                 |
| 7 giugno 2019  | Gloucester  | Regno Unito | Kingsholm Stadium                |